# Gare de Corniglia
La gare de Corniglia (en italien : stazione di Corniglia) est une gare ferroviaire située sur le territoire de la commune italienne de Corniglia, dans la province de La Spezia, en Ligurie.

## Situation ferroviaire
Établie à 13 mètres d'altitude, la gare de Corniglia est située au point kilométrique 76,837 de la ligne Gênes-Pise.
Elle est dotée de trois voies, dont une en impasse accessible depuis Gênes, encadrées par un quai latéral et un quai central.

## Histoire
La gare a été inaugurée le 24 octobre 1874, en même temps que la section de Sestri Levante à La Spezia de la ligne Gênes-Pise. Le bâtiment voyageurs a été, tandis que le bâtiment des passagers a été érigé en 1931.
Dans le cadre des travaux de doublement et de modernisation de la ligne, la gare a été entièrement reconstruite. À cette occasion, afin d'éviter d'imposer des travaux de terrassement, le niveau de la gare a été relevé de 7 mètres et, parallèlement, des travaux ont été réalisés pour réguler les rivières concernées. Le nouveau bâtiment des passagers a été achevé en 1959. À l'entrée du tunnel de Guvano, en direction de Vernazza, un bâtiment a également été construit pour le logement du personnel.
Le 15 janvier 1962, le doublement de la voie entre Monterosso et Corniglia est inauguré ainsi que la présente gare de Vernazza.

## Service des voyageurs

### Accueil
Gare de Ferrovie dello Stato Italiane, elle est dotée d'un bâtiment voyageurs avec un guichet et un Distributeur automatique de titres de transport.

### Desserte
La gare de Corniglia est desservie toutes les heures toute l'année par des trains Regionale reliant Sestri Levante à La Spezia, dont certains sont amorcés depuis Savone ou Gênes. Une paire de trains Regionale Veloce reliant Gênes à La Spezia marque également l'arrêt en gare de Corniglia.
En saison touristique, les trains Regionale « Cinque Terre Express » assurent une desserte omnibus cadencée à la demi-heure entre Levanto et La Spezia Centrale, dont certains trains sont prolongés jusqu'à La Spezia Migliarina ou Sarzana.

### Intermodalité
La gare de Corniglia est en correspondance avec une ligne d'autobus, exploitée par ATC Esercizio, reliant la gare au village homonyme.